# Прометей (Дніпродзержинськ, 1947)
СК «Прометей» — радянський футбольний клуб з міста Дніпродзержинськ. Заснований у 1947 році під назвою «Трактор». Виступав у класі «Б» чемпіонату СРСР з футболу. Найкраще досягнення у чемпіонатах країни — 2-ге місце 1-ї зони УРСР класу «Б» (1969). Клуб було розформовано у 1970 році. Дніпродзержинська команда «Прометей», заснована у 1991 році, жодного відношення до цього клубу не має.

## Попередні назви
- 1947—1952— «Трактор»
- 1953—1961 — «Хімік»
- 1962—1966 — «Дніпровець»
- 1967—1970 — «Прометей»

## Історія
Команду під назвою «Трактор» було засновано у 1947 році зусиллями колективу заводу шлакових добрив. Перші документальні свідоцтва про клуб датовані 1951 роком, коли «Трактор» вперше взяв участь у першості Дніпропетровської області. Рік потому «трактористи» успішно виступили у 2-й групі першості України, а у фінальних змаганнях, що проходили в Дніпродзержинську, посіли друге місце.
З 1952 року у команди з'явилася нова назва — «Хімік». Того ж року клуб впевнено вийшов на перші ролі у міському футболі, лишивши позаду колишніх фаворитів — «Металург». У першу чергу цьому посприяла опіка над клубом директора Придніпровського хімічного заводу Михайла Аношкіна. У 1955 році «Хімік» пробився до фінального турніру першості України, де посів п'яте місце.
З 1957 року «Хімік» почав виступи у класі «Б» чемпіонату СРСР. Команда, що ще двічі змінювала назву (з 1962 р. — «Дніпровець», з 1967 р. — «Прометей») переважно займала місця у середині турнірної таблиці. Лише у 1961 році дніпродзержинці були близькими до того, аби понизитися у класі, проте за сприяння міської влади їм вдалося уникнути цієї прикрості. Лебединою піснею став останній повноцінний сезон існування клубу — у 1969 році «Прометей» вперше в історії пробився до фінального етапу класу «Б», однак зайняти місце, яке дозволило б клубу підійнятися на новий рівень, не вдалося. А наступного року рішенням керівництва міста було припинено будь-яку підтримку команди, тоді як керівництво заводу впоратися з цією задачею власноруч було не спроможне. Після першого кола «Прометей» знявся зі змагань та продовжив виступи на міському рівні, лише зрідка виступаючи на першості чи кубку області.
На початку 90-х років у перехідній лізі чемпіонату України виступав ще один «Прометей» з Дніпродзержинська, однак ця команда жодного відношення до клубу Придніпровського хімзаводу не мала.

## Відомі представники
Футболісти
- Володимир Козеренко
- Василь Лябик
- Анатолій Боговик
- Володимир Ануфрієнко
- Юрій Володін

Тренери
- Федір Дашков
- Віктор Жилін
- Микола Заворотний
- Анатолій Крощенко